# Amelia Jones
Amelia Jones (14 de julio de 1961) es una historiadora del arte teórica estadounidense. Es también crítica de arte, autora, profesora y conservadora de arte. Su trabajo está especializado en el arte feminista, arte corporal, artes escénicas, videoarte, políticas de identidad y dadaísmo. A principios de su carrera fue rápidamente asociada al feminismo universitario, más tarde se abrió a otros temas de activismo social como la raza, clase y políticas identitarias.

## Primeros años y educación
Jones es la hija de Virginia Sweetnam Jones y Edward E. Jones, profesor de Psicología en Pricenton. Estudió Historia del arte en la Universidad de Harvard y completó su máster de artes en la Universidad de Pennsylvannia. 
Recibió su doctorado por UCLA en 1991. Su disertación fue publicada como un libro posteriormente, Postmodernism and the Engendering of Marcel Duchamp (1994).

## Carrera
Actualmente es la profesora Robert A. Day y presidenta de estudios críticos en la Escuela de arte y diseño Roski de la USC, donde también se desempeña como vicedecana de investigación. Ella está afiliada al Departamento de Estudios Americanos y Etnicidad en el Colegio de Letras, Artes y Ciencias de la USC Dornsife. Jones ha enseñado historia del arte en la Universidad de California y en la Universidad de Mánchester, donde se desempeñó como Presidenta del departamento en Pilkington. También se desempeñó como Cátedra Grierson en Cultura Visual en la Universidad de McGill en Montreal y ha sido profesora visitante en la Escuela de Arte de Maine, la Universidad Cristiana de Texas, la Universidad de Colorado, Boulder y la Universidad de Washington.
Es autora y editora de numerosos libros y antologías sobre historia del arte, estudios de performance, estudios queer y cultura visual, y actualmente se desempeña como coeditora de la serie Rethinking Art's Stories con Martha Meskimmon editada por la prensa de Manchester city. Además de su trabajo como académica, Jones también ha organizado una serie de exposiciones, entre ellas Políticas sexuales: Sexual Politics: Judy Chicago's Dinner Party in Feminist Art History (1996) en el Museo Hammer, The Politics of Difference: Artists Explore Issues of Identity (1991) en el Museo Chandler de Arte en la Universidad de California y Material Traces: Time and the Gesture in Contemporary Art (2013) en la galería Leonard and Bina Ellen de la Universidad Concordia en Montreal. 
Actualmente está organizando de forma independiente una exposición retrospectiva sobre el trabajo del artista de performance estadounidense Ron Athey.